# Marek Hladký
Marek Hladký (* 2. dubna 1971 Brno) je český televizní producent, dramaturg a scenárista.

## Život
V roce 2005 vystudoval rozhlasovou a televizní dramaturgii a scenáristiku na Divadelní fakultě Janáčkovy akademie múzických umění v Brně.
V letech 1992–2008 působil v České televizi, kde se vypracoval na místo vedoucího výrobního úseku České televize – Televizního studia Brno. V této pozici se podílel na výrobě např. třetí série Četnických humoresek. Od roku 2008 působí ve vedení Národního divadla Brno.

## Scenáristická a spisovatelská činnost
V roce 1993 byl podle jeho scénáře natočen televizní životopisný film o profesoru Josefu Thomayerovi Prosté krutosti v režii Vladimíra Drhy s Radoslavem Brzobohatým v hlavní roli.
V roce 1995 byl podle jeho scénáře natočen díl „Tónina smrti“ ze seriálu Detektiv Martin Tomsa.
V roce 2002 vydalo nakladatelství Music Art Promotion jeho detektivní novelu Anděl smrti. Kmotry knihy se stali hudební skladatel a producent Karel Svoboda a právník a bývalý ministr vnitra JUDr. Tomáš Sokol.
Národní divadlo Brno v lednu 2011 uvádí divadelní hru Zaslíbení, kterou napsal společně s Lenkou Plachou, v režii Zdenka Plachého. Hra nese podtitul Balada o lásce a smrti Hany Maškové a Jiřího Štaidla. Jde o profilovou inscenaci Mahenovy činohry Národního divadla Brno.
V roce 2019, u příležitosti 25. výročí vzniku městské části Praha 14, vyšla jeho kniha Čtrnáct pohádek o Praze 14.

## Soukromý život
Mezi jeho záliby patří golf, vážná hudba a sportovní střelba. Je vášnivým sběratelem dýmek.